# Tàu Kn 260
Tàu KN-260

## Vũ khí
Nhìn chung, tàu lớp Steregushchiy được biên chế tiêu chuẩn với đội ngũ thủy thủ đoàn 100 người, với lượng giãn nước toàn tải 2.200 tấn, dài 104,5m, rộng 13m, mớn nước 3,7m, tốc độ tối đa 27 hải lý/giờ, có thể hoạt động liên tục trên biển trong 15 ngày với tầm hoạt động 3.800 hải lý. Dù cho lượng giãn nước chỉ bằng khoảng 1/5 tàu tuần dương Varyag - "soái hạm" của Hạm đội Thái Bình Dương, hay thậm chí kém khá xa các tàu chiến lâu đời trong biên chế của hạm đội này, thế nhưng chiến hạm của Đề án 20380 lại sở hữu sức mạnh đáng gờm cùng lợi thế vượt trội hơn hẳn đó là sức trẻ và công nghệ tối tân nhất của nền công nghiệp quốc phòng LB Nga hiện tại.

## Thiết kế
Có thể nói, hai tàu Sovershenny và Gromkiy được xem là sự bổ sung cực kỳ quý giá dành cho Hạm đội Thái Bình Dương - một trong những hạm đội mạnh nhất của Hải quân LB Nga hiện nay - vốn phải đặc trách vùng biển rộng lớn nhưng lại thiếu vắng đội tàu mặt nước hiện đại, đông đảo. Tàu lớp Steregushchiy được thiết kế đáp ứng được yêu cầu tăng cường sức mạnh của Hải quân LB Nga, tạo ưu thế khi tác chiến trong chiến tranh hiện đại.

## Chỉ huy tàu
111111111111111111111111111
11111111111111111111111
111111111111111111111111
1111111111111111111111111
111111111111111111111111
Đặc biệt, tàu của Đề án 20380 trang bị hệ thống pháo cực mạnh A-190 cỡ nòng 100mm (mạnh mẽ và chính xác hơn rất nhiều loại AK-176 thường trang bị trên tàu hộ vệ cỡ 2.000 tấn của Hải quân LB Nga) có thể bắn những phát đạn trái phá đánh chìm các tàu chiến nhỏ. Loại pháo lớn này thời Liên Xô chỉ được trang bị trên các tàu khu trục cỡ 5.000-6.000 tấn trở lên, nhưng giờ đây bằng hàng loạt giải pháp công nghệ hiện đại, LB Nga đã đưa được cỡ pháo này tới những tàu chiến 2.000 tấn mà vẫn giữ nguyên được sức mạnh vốn có cũng như tăng cường hiệu quả chiến đấu gấp nhiều lần.
 hoặc 
 hoặc 
.